# Sudsko Selo
Sudsko Selo (en serbe cyrillique : Судско Село) est un village de Serbie situé sur le territoire de la Ville de Novi Pazar, district de Raška. Au recensement de 2011, il comptait 67 habitants.

## Démographie
| 1948 | 1953 | 1961 | 1971 | 1981 | 1991 | 2002 | 2011 |
| ---- | ---- | ---- | ---- | ---- | ---- | ---- | ---- |
| 244  | 260  | 244  | 206  | 149  | 125  | 87   | 67   |

|  |